# Gelednės miškas
Gelednės miškas este o arie protejată (arie specială de conservare — SAC, sit de importanță comunitară — SCI) din Lituania întinsă pe o suprafață de 523 ha, integral pe uscat.

## Localizare
Centrul sitului Gelednės miškas este situat la coordonatele 54°57′35″N 26°02′35″E / 54.9597°N 26.0431°E.

## Înființare
Situl Gelednės miškas a fost declarat sit de importanță comunitară în martie 2009 pentru a proteja 2 specii de animale. Situl a fost protejat și ca arie specială de conservare în august 2020.

## Biodiversitate
Situată în ecoregiunea boreală, aria protejată conține 7 habitate naturale: Turbării active, Mlaștini oligotrofe degradate, capabile încă de regenerare naturală, Taiga vestică, Păduri caducifoliate de mlaștină fino-scandinave, Mlaștini împădurite, Păduri aluvionare cu Alnus glutinosa și Fraxinus excelsior (Alno-Padion, Alnion incanae, Salicion albae), Păduri central-europene de pin scoțian cu licheni.
La baza desemnării sitului se află mai multe specii protejate de  nevertebrate (2): Boros schneideri, Oxyporus mannerheimii.
Pe lângă speciile protejate, pe teritoriul sitului au mai fost identificate 3 specii de plante, 1 specie de păsări, 1 specie de nevertebrate.